# Piryélla
Piryélla (Pyrgella) är en ort i Grekland.   Den ligger i prefekturen Nomós Argolídos och regionen Peloponnesos, i den södra delen av landet, 90 km väster om huvudstaden Aten. Piryélla ligger 29 meter över havet och antalet invånare är 418.
Terrängen runt Piryélla är platt åt sydväst, men åt nordost är den kuperad. En vik av havet är nära Piryélla söderut.Runt Piryélla är det tätbefolkat, med 257 invånare per kvadratkilometer. Närmaste större samhälle är Argos, 2,9 km väster om Piryélla. Trakten runt Piryélla består till största delen av jordbruksmark.